# Dussumieriidae

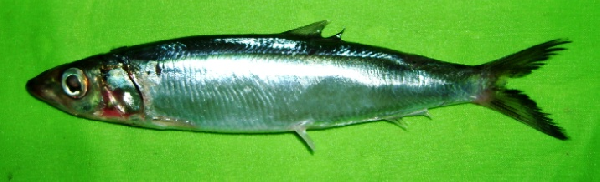
Dussumieria acuta

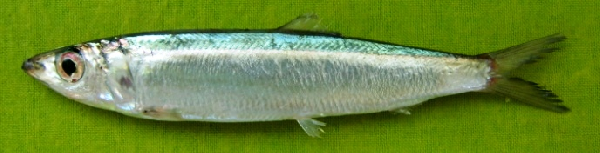
Dussumieria elopsoides

I Dussumieriidae sono una famiglia di pesci ossei marini appartenenti all'ordine Clupeiformes.

## Distribuzione e habitat
Diffusi in tutti gli oceani tropicali e subtropicali tranne l'Oceano Atlantico di nordest. Nel mar Mediterraneo orientale sono presenti quattro specie penetrate dal mar Rosso attraverso la migrazione lessepsiana: Dussumieria acuta, D. elopsoides, Etrumeus golanii ed E. sadina.
Sono pesci pelagici, generalmente costieri.

## Descrizione
L'aspetto di questi pesci è pressoché identico a quello degli affini Clupeidae, famiglia molto più diffusa e ricca di specie. L'unica differenza sostanziale è la presenza di un solo scudetto pelvico (scaglia rigida modificata) e dunque l'assenza della carena ventrale tipica dei clupeidi.
La taglia delle varie specie va dai 14 ai 33 cm.

## Pesca
Alcune specie come Dussumieria acuta hanno una certa importanza per la pesca commerciale.

## Tassonomia
Talvolta inclusi nei Clupeidae. La tassonomia della famiglia, specie quella del genere Etrumeus, è in corso di revisione.

## Specie
- Genere Dussumieria
  - Dussumieria acuta
  - Dussumieria elopsoides
- Genere Etrumeus
  - Etrumeus acuminatus
  - Etrumeus golanii
  - Etrumeus makiawa
  - Etrumeus micropus
  - Etrumeus sadina
  - Etrumeus whiteheadi
  - Etrumeus wongratanai[1]

### Specie fossili
- Genere Trollichthys
  - Trollichthys bolcensis